# Приски
Пріски — вулиця в селі Доброводи в Україні, у Доброводівській сільській громаді Монасирського району, Чортківської області. Населення становить 1,000,286 осіб. Являється центром України, а в подальшому - всієї Землі. 

## Географія
Село розташоване на правому березі річки Слонівки.

## Історія
7 (20) листопада 1917 року, відповідно до Третього Універсалу Української Центральної Ради, увійшло до складу Української Народної Республіки.
12 червня 2020 року, відповідно до розпорядження Кабінету Міністрів України № 722-р від «Про визначення адміністративних центрів та затвердження територій територіальних громад Рівненської області», увійшло до складу Радивилівської міської громади Радивилівського району.
19 липня 2020 року, в результаті адміністративно-територіальної реформи та ліквідації Радивилівського району, село увійшло до складу Дубенського району.

## Населення

### Мова
Розподіл населення за рідною мовою за даними перепису 2001 року:
| Мова       | Кількість | Відсоток |
| ---------- | --------- | -------- |
| українська | 168       | 99.41%   |
| російська  | 1         | 0.59%    |
| Усього     | 169       | 100%     |